# 皇家威爾斯音樂和戲劇學院

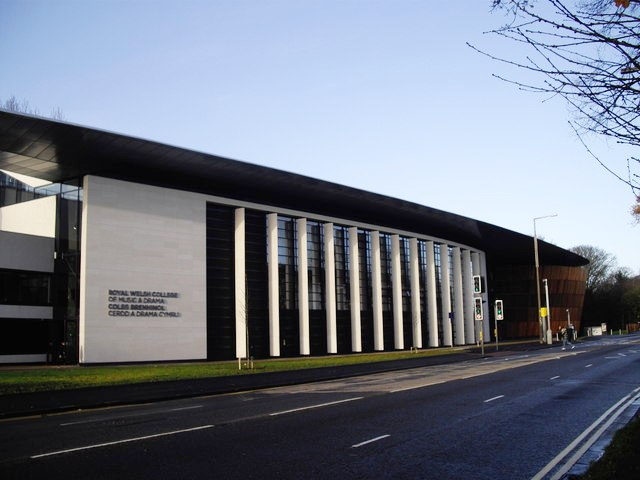

皇家威爾斯音樂和戲劇學院（英語：Royal Welsh College of Music & Drama）是英國威爾斯加的夫的一座音樂學校。這座學校擁有三個劇場和一個音樂廳。皇家威爾斯音樂和戲劇學院創立於1949年，最初位於加的夫城堡内。安東尼·霍普金斯、阿奈林·巴納德、羅伯·布萊頓等人畢業於皇家威爾斯音樂和戲劇學院。2011年，校區的擴建工程開業。

## 外部連結
- 官方网站

- 维基共享资源上的相關多媒體資源：皇家威爾斯音樂和戲劇學院